# Comuna Stara Lișnea, Ivanîci
Stara Lișnea (în ucraineană Стара Лішня) este o comună în raionul Ivanîci, regiunea Volînia, Ucraina, formată din satele Budeatîci, Kosmivka, Nova Lișnea, Osmîlovîci și Stara Lișnea (reședința).

## Demografie
Componența lingvistică a satului Stara Lișnea
     Ucraineană (98,4%)
     Rusă (1,27%)
     Alte limbi (0,11%)
Conform recensământului din 2001, majoritatea populației satului Stara Lișnea era vorbitoare de ucraineană (98,4%), existând în minoritate și vorbitori de rusă (1,27%).